# Naissance en 865
Naissance
- 861
- 862
- 863
- 864
- 865
- 866
- 867
- 868
- 869

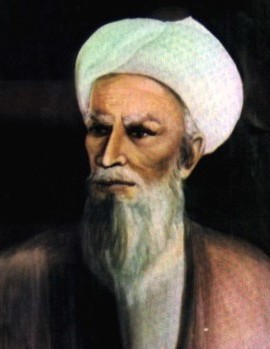
Rhazès né en 865.

Cette page dresse une liste de personnalités nées au cours de  l'année 865 :
- Al-Nayrizi, mathématicien et astronome persan.
- Rhazès, savant iranien.
- Theophano Martiniake (en), première femme de Léon VI le Sage.

## Crédit d'auteurs
- Cet article est partiellement ou en totalité issu de l'article intitulé « 865 » (voir la liste des auteurs).